# Zasłonak śluzowaty

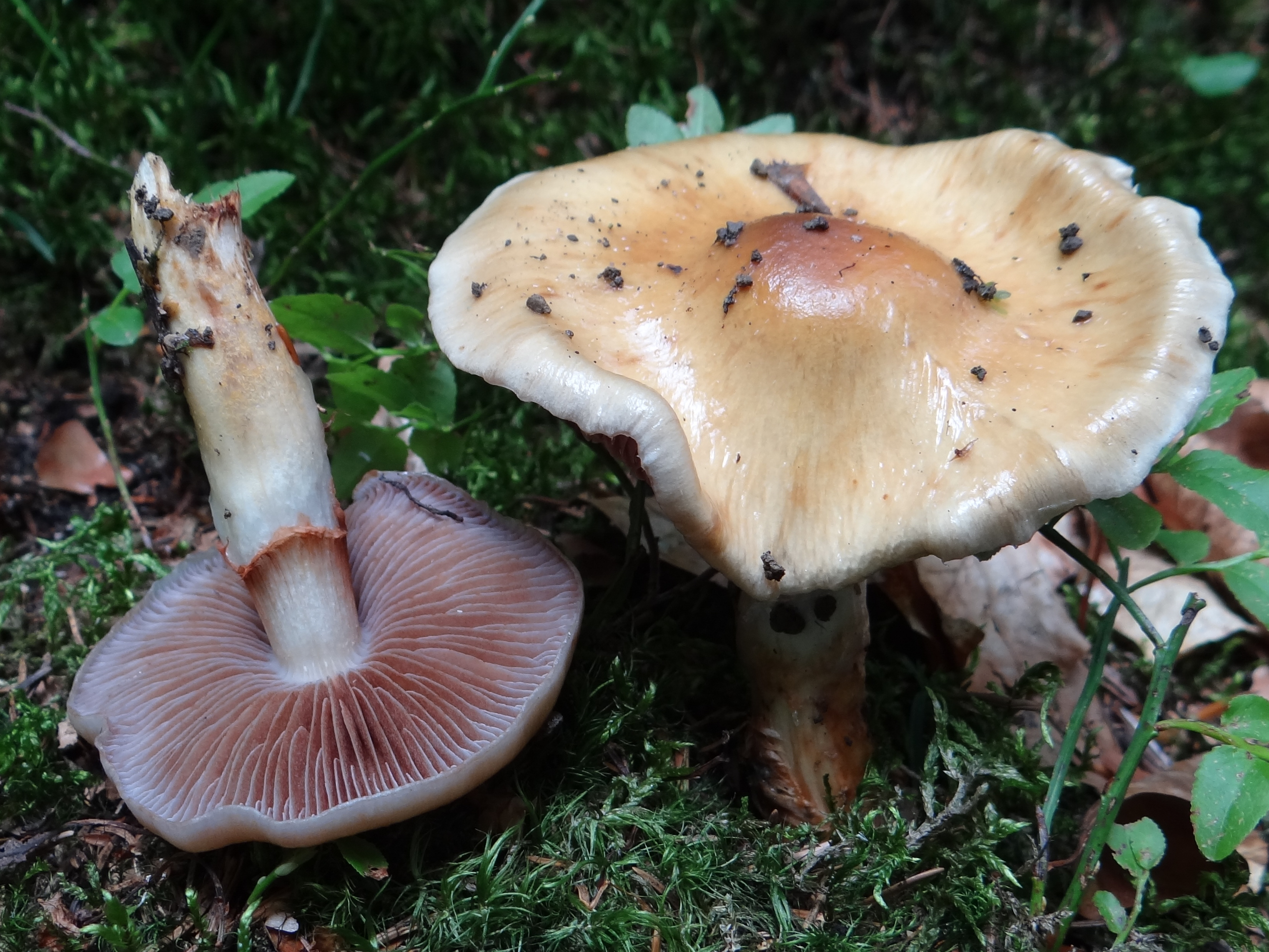

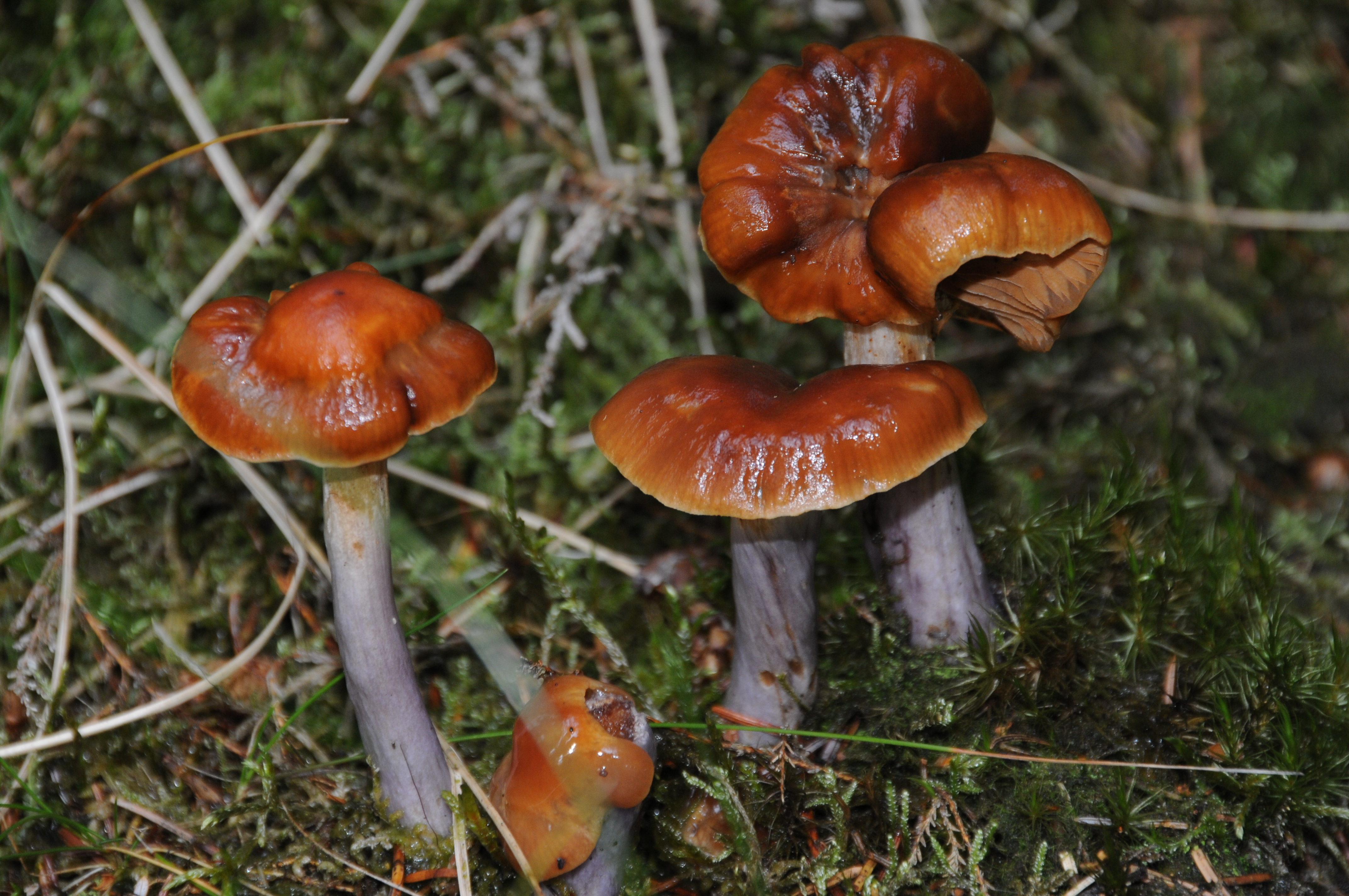

Zasłonak śluzowaty (Cortinarius collinitus (Pers.) Fr.) – gatunek grzybów należący do rodziny zasłonakowatych (Cortinariaceae).

## Systematyka i nazewnictwo
Pozycja w klasyfikacji według Index Fungorum: Cortinarius, Cortinariaceae, Agaricales, Agaricomycetidae, Agaricomycetes, Agaricomycotina, Basidiomycota, Fungi.
Po raz pierwszy takson ten zdiagnozował w 1801 r. Persoon nadając mu nazwę Agaricus collinitus. Obecną, uznaną przez Index Fungorum nazwę nadał mu w 1838 r. Elias Fries. 
Synonimów naukowych ma ok. 20. Niektóre z nich:.
- Agaricus collinitus Pers. 1801
- Cortinarius muscigenus Peck 1888
- Myxacium collinitum (Sowerby) P. Kumm. 1871

Nazwę polską podał Franciszek Błoński w 1889 r., dawniej w polskim piśmiennictwie mykologicznym gatunek ten opisywany był też jako flegmiak śluzowaty.

## Morfologia
Kapelusz
Średnica 4–12 cm, za młodu jest niemal kulisty, z czasem staje się dzwonkowaty, w końcu rozpostarty. Na środku tępy garb. Kolor od żółtopomarańczowego do brązowopomarańczowego, z czasem blaknący. Skórka w czasie wilgotnej pogody bardzo śliska, w czasie suchej błyszcząca.
Blaszki
Dość rzadkie i brzuchate. U młodych okazów lekko fioletowe, potem cynamonowobrązowe.
Trzon
Wysokość 5–10 cm, jeśli przerasta grubą warstwę mchu, to może wtedy mieć długość nawet do 15 cm, grubość do 1,5 cm. Jest pełny, walcowaty lub nieco dołem zwężony. Ma miodowy kolor i okryty jest fioletową (czasami bezbarwną) zasnówką, która zasychając pęka szerokimi pasmami.
Miąższ
Biały, tylko w nasadzie trzonu żółknący. Smak i zapach niewyraźny.
Wysyp zarodników
Żółtordzawobrązowy. Zarodniki migdałowatego kształtu i pokryte brodawkami. Rozmiar: 13–16 × 7–9 μm.

## Występowanie i siedlisko
Jest szeroko rozprzestzeniony w Ameryce Północnej i Europie, występuje także w Korei i Japonii. W górskich lasach Europy Środkowej jest pospolity. Na terenie Polski opisano wiele jego stanowisk w piśmiennictwie naukowym.
Rośnie pod świerkami. Owocniki wytwarza od lipca do listopada.

## Znaczenie
Grzyb mikoryzowy. Grzyb jadalny. Pomylenie go z bardzo podobnym zasłonakiem kleistym jest niegroźne, gdyż ten gatunek również jest jadalny. Należy jednak zachować ostrożność przy jego zbieraniu, gdyż wśród zasłonaków jest wiele trujących gatunków.

## Gatunki podobne
Bardzo podobny jest zasłonak kleisty (Cortinarius mucosus). Różni się białym trzonem, kapelusz ma nieco innej barwy (od żółtobrązowego do kasztanowobrązowego). Najłatwiej odróżnić go po tym, że rośnie tylko pod sosnami. Zasłonak strojny (Cortinarius calochrous) jest też podobnie ubarwiony, ale posiada bulwę u nasady trzonu.